# Фельзума мадагаскарська
Фельзума мадагаскарська (Phelsuma madagascariensis) — гекон з роду Фельзум підродини Справжні гекони. Має 4 підвиди.

## Опис
Досягає довжини 28—30,5 см. Основний фон забарвлення яскраво-зелений. Характерна ознака - симетричні червоні смуги, які тягнуться від ніздрів до очей, продовжуючись кантом навколо очей з заднього боку. На верхній частині голови зазвичай велика червона пляма, і на спині можуть бути червоні та коричнево-червоні цятки, які, зливаючись на середині спини, утворюють кілька коротких поперечних смуг. Спостерігається статевий диморфізм — самці більші за самок, стегнові пори у них дуже добре розвинені. 

## Спосіб життя
Живуть у лісистих місцинах з дуже високою вологістю. Майже усе життя проводять на деревах. Активні вдень. Харчуються комахами, членистоногими, фруктами, нектаром та квітковим пилком.
Це яйцекладні гекони. Статева зрілість наступає на 1 році життя. Парування починається взимку. Самка відкладає декілька яєць, протягом сезону робить 6 кладок. Через 50 днів з'являються молоді фельзуми довжиною 6 см.
Тривалість життя до 10 років.

## Розповсюдження
Мешкає фельзума на півночі о.Мадагаскару, а також зустрічається на деяких прилеглих островах.

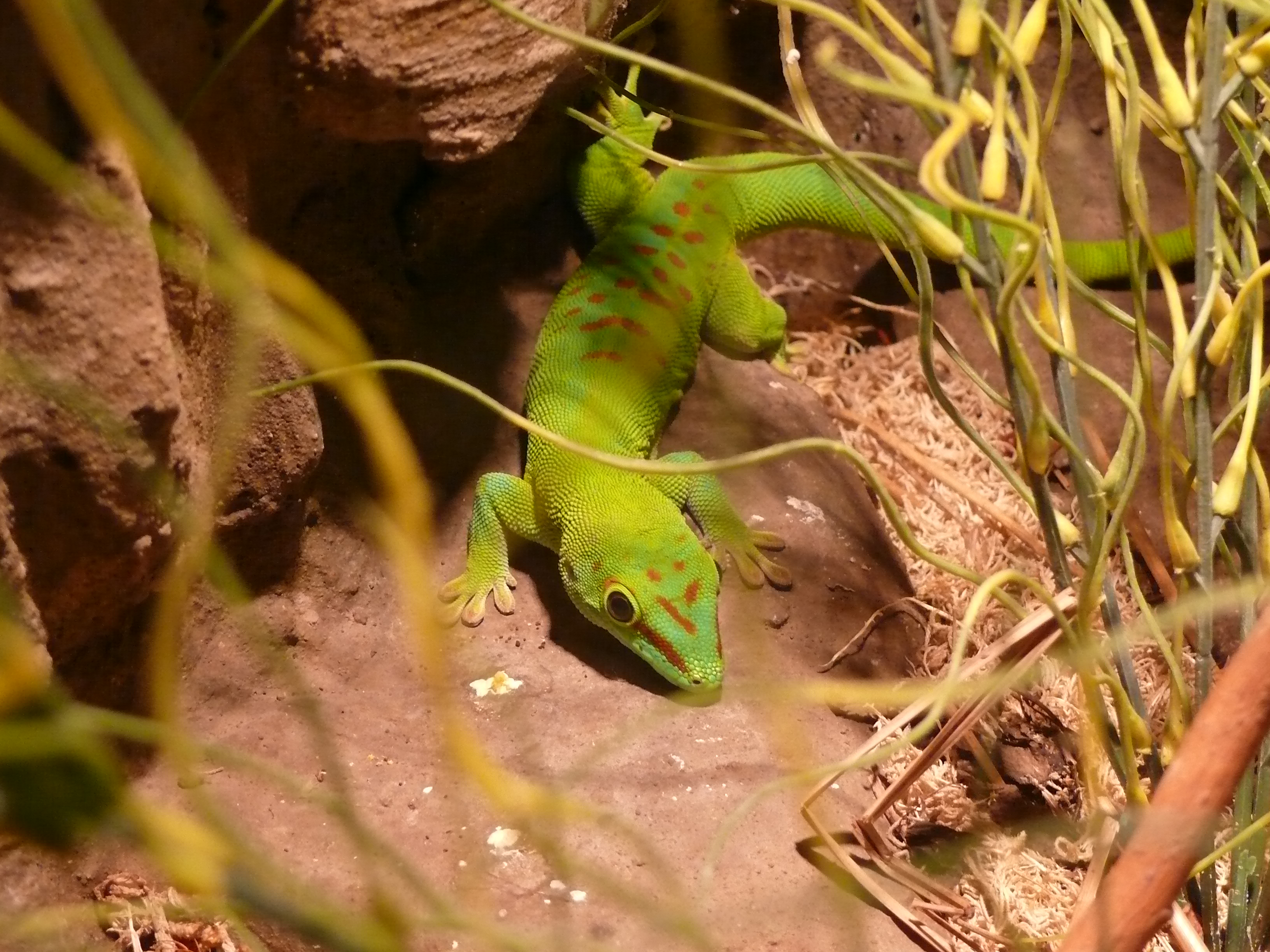
Фельзума мадагаскарська у Київському зоопарку
2009